# Timuhala
Timuhala era una ciutat dels kashka. Als Fets de Subiluliuma es descriu com «una ciutat que era motiu d'orgull pels kashka». El rei hitita Subiluliuma I la va atacar i en forçà la rendició cap a l'any 1330 aC. Els Fets diuen que el rei hauria destruït a ciutat però els kashka es van atemorir i es van postrar als peus de Subiluliuma i li van demanar clemència. No la va destruir i la va incorporar a territori hitita.